# 高向家主
高向 家主（たかむこ の やかぬし）は、奈良時代の貴族。姓は朝臣。官位は従五位上・筑後守。

## 経歴
治部少丞を経て、天平宝字8年（764年）藤原仲麻呂の乱の功績によって従五位下に叙爵。称徳朝では天平神護2年（766年）南海道巡察使に任ぜられ、治部少輔も務めた。
光仁朝に入ると宝亀元年12月（771年1月）に筑後守として地方官に転じ、宝亀6年（775年）従五位上に叙され、筑後守に再任された。

## 官歴
※注記のないものは『続日本紀』による。
- 時期不詳：従六位上
- 天平勝宝2年（750年） 3月3日：見治部少丞[2]
- 時期不詳：正六位上
- 天平宝字8年（764年） 10月7日：従五位下
- 天平神護2年（766年） 9月23日：南海道巡察使
- 神護景雲2年（768年） 3月1日：見治部少輔
- 宝亀元年（770年） 12月28日：筑後守
- 宝亀6年（775年） 正月16日：従五位上。9月13日：筑後守